# ديزل ديلايت
ديزل ديلايت (بالإنجليزية: Diesel's Delight)‏ هو كهف يقع ضمن أقاليم ما وراء البحار البريطانية في منطقة جبل طارق التابعة للتاج البريطاني.